# Saint Dominique et Saint François préservant le monde de la colère du Christ
Saint Dominique et Saint François préservant le monde de la colère du Christ est une huile sur toile de 5,65 mètres de hauteur sur 3,65 mètres de largeur, peinte par Rubens en 1620  ; il est exposé au musée des Beaux-Arts de Lyon.

## Historique de l'œuvre
- 1610-1620 : commande et exécution du tableau destiné au maître-autel de l’église Saint-Paul-des-Dominicains à Anvers.
- Vers 1670 : le tableau, qui était sans doute à l’origine de forme rectangulaire, est agrandi. La partie supérieure de forme arrondie, située au-dessus de la main levée du Christ et de la colombe du Saint Esprit, serait un ajout effectué à cette date pour adapter le tableau à un nouveau retable fabriqué par Pieter Verbruggen en 1670.
- 3 aout 1794 : l’œuvre est volée par les Français dans l’église d’Anvers.
- 1795 : arrivée roulée au Louvre. Elle a souffert des repeints, des écailles, crevasses et nettoyages effectués autrefois à Anvers selon le constat de Lebrun.
- Entre 1795 et 1798 : son rentoilage n’est pas attesté avec certitude mais il est sûr qu’on procède à des restaurations de la couche picturale car le tableau est jugé en très mauvais état, couvert d’anciens mastics et repeints.
- À partir de 1801 : le tableau est exposé au Museum National des Arts à Paris.
- 1811 : il est envoyé à Lyon, au musée des Beaux-Arts de Lyon. Il est jugé en bon ordre.
- 1939 : il est roulé avec d’autres grands tableaux du musée pour être stocké pendant la période des hostilités.
- 1950-1951 : le tableau est déroulé, son état est jugé mauvais : les vers et les charançons ont fait des galeries allant jusqu’à la peinture. Il est donc envoyé à Paris et restauré par les ateliers du Louvre.
- 1992 : le tableau est à nouveau roulé et stocké pendant la durée des travaux de rénovation du musée.
- Eté 1993 : l’état de son support est vérifié, il est remonté sur son châssis révisé. Début de la restauration actuelle.
- Février 1994 : fin de la restauration

## Description
Le tableau présente saint Dominique et saint François protégeant le genre humain contre Jésus qui semble vouloir le punir. Jésus presque nu, dans le ciel, tient le foudre : on le prendrait pour un Jupiter furieux : il va réduire la Terre en cendres. La Vierge, belle flamande, fraîche et dodue, intercède et semble le supplier. Dans un coin du tableau, le Père, couvert par un nuage, regarde sans grand intérêt.  Pour plaider la cause de la Terre, toute la légion des saints et des martyrs sont présents. Les uns lèvent au ciel des yeux suppliants, tout humides de larmes ; d’autres, jeunes et beaux, se tiennent immobiles, sans émotion et sans crainte, confiant dans leur innocence et dans la justice céleste. Le droit à la vie est le même pour tous : Pour stopper le Christ, la prière du juste et la voix de la jeunesse doivent être aussi efficaces. Ce tableau est comme une éblouissante floraison de l’humanité qui ne demande qu’à vivre et à aimer.
Mais saint François et saint Dominique ne s’abaissent point à de vaines prières, ils protègent le globe, et semblent vouloir défier Jésus.

## Contextes

### Contexte historique
La séparation politique et religieuse des Pays-Bas contribue à l’épanouissement de personnalités tout à fait remarquables. La Flandre catholique, encore rattachée à l’Espagne, voit avec Rubens se développer son génie baroque et coloré.
Ce tableau détruit un préjugé trop souvent fréquent au sujet d’un Rubens indifférent à la piété profonde et occupé avant tout par le motif pictural, traitant les thèmes sacrés comme les thèmes profanes.

#### Exaltation du catholicisme
La splendeur picturale du tableau se retrouve dans l’expression d’un drame humain et divin très sincèrement éprouvé par le cœur et la pensée du maitre. Ce Christ qui va bientôt foudroyer, entre Dieu qui le regarde pensivement et une Vierge agenouillée qui l’implore, ce groupe de saints tantôt effrayés et résignés, tantôt essayant un geste de protestation et de prière, et offrant leurs souffrances et leurs mérites terrestres pour sauver l’humanité qui les a sacrifiés. Ce tableau est une composition émouvante et une page de premier ordre dans la série consacrée par le maître à l’exaltation du catholicisme.
Ce tableau le relie à une œuvre analogue du musée de Bruxelles, dans laquelle Rubens a également montré un Christ irrité par les péchés de l’humanité, Christ foudroyant le monde : gigantesque composition, vif sentiment dramatique. Comme au temps de Noé, les crimes des hommes ont lassé la patience céleste et Dieu a dit : « J’exterminerai l’homme que j’ai créé ». Le Christ, semblable à Jupiter irrité, brandit le foudre et dans un mouvement d’une hardiesse superbe, s’apprête à détruire la Terre qui roule à ses pieds. Ce tableau est bien plus dramatique que saint Dominique et saint François, mais le sujet est le même. Pour plaider la cause de la Terre, on y trouve la Vierge et un pauvre moine courbé tout haletant sous la terrible menace du Christ.  On peut également le comparer avec le motif du jugement dernier.

#### Fondation d'une justice naturelle par l'exaltation du sentiment du droit divin
Les symboles picturaux et leur agencement dans l’œuvre mettent en lumière la conception entretenue par Rubens à propos du droit : le droit repose ici sur une justice divine. La légitimité de la justice humaine est au contraire fortement dépréciée.
Comme le montre le découpage du tableau, la seule source du droit est la loi divine. En effet, la place centrale qu’occupe la Sainte Trinité, et en particulier le Christ, est intéressante à analyser. Dans ce jeu de clair-obscur, caractéristique du mouvement baroque, le Christ se situe en pleine lumière, surplombant de toute sa puissance le globe terrestre et ses occupants. A l’inverse, l’assemblée de saints et de martyrs, censés représenter le genre humain, est oppressée par le monde céleste, presque bloquée dans une obscurité à laquelle chacun tente d’échapper, comme le montrent les regards tournés vers le Christ. Dans ce tableau il est le roi-juge des hommes, contrairement à la vision habituellement plus miséricordieuse que nous pouvons en avoir.
Ainsi, la justice, comprise comme la couleur normative du droit, c’est-à-dire comme ce qui préside à la mise en place des normes du droit, procède d’une conception de la nature comme trouvant ses fondements dans l’ordre divin. Il nous faut donc parler d’une justice divine.
Les hommes ont échoué à satisfaire aux exigences de la justice divine, comme le montre le serpent sur le globe, symbole du péché. Ainsi, le Christ les menace de sa colère avec ses trois lances de foudres, elles-mêmes symboles des trois vices principaux des hommes. C’est le roi auquel revient la charge d’approuver, mais ici de réprouver les actes de ses sujets. Cette œuvre de Rubens illustre donc une nature humaine déchue et viciée ainsi qu’un Christ souverain, ce qui correspond à la vision de la justice de saint Augustin. 
- En effet, saint Augustin met en place une théologie naturelle qu’il développe entre autres dans La cité de Dieu[3]. Selon lui, le commandement biblique est l’unique loi à suivre ; les lois humaines, c’est-à-dire les lois civiles et politiques sont viciées par la nature de ceux qui les instituent. Ainsi, la loi naturelle, à l’origine du sentiment de justice, ne se retrouvera que dans les œuvres religieuses.
- Cependant, en regard de la posture suppliante de la vierge Marie et des deux saints principaux (saint Dominique et saint François), nous pouvons déceler dans l’esprit du maître, conformément cette fois ci à la pensée de saint Thomas d’Aquin[4]  la possibilité pour les hommes de rentrer dans l’état de grâce, et par conséquent d’obtenir le pardon. En effet, les deux saints protègent de leur corps la Terre, et sont dans une attitude suppliante. Cela plaide pour une interprétation de l’œuvre où la nature humaine serait certes pécheresse, mais où les hommes pourraient se détourner du mal et accéder à la rédemption. En effet, les sources profanes de la morale sont réhabilitées avec Thomas d’Aquin. La nature humaine est revalorisée mais a besoin d’être perfectionnée par un ordre surnaturel. L’ordre divin est donc d’une certaine façon naturel : la nature demande cette normativité, elle ne se suffit pas à elle-même ; les lois humaines retrouvent donc leur place tout en s’appuyant sur un ordre de suggestion divine. « La grâce ne détruit pas la nature, mais la parfait »[5]

Par conséquent, l’œuvre peut être perçue comme une métaphore de la justice naturelle. En opposant, et par là-même en définissant les notions de bien et de mal, de légitime et d’illégitime, la justice se fait norme du droit ; Rubens nous offre ici une illustration des principes métaphysiques légitimant le système axiologique sur lequel repose la notion de justice et les fait s’incarner dans les figures de la divinité. Toutefois, si la dualité originelle entre les fondements de la justice et les hommes qui doivent s’en saisir est bien réelle, Rubens nous suggère que cette différence ontologique entre les principes divins du juste et les êtres terrestres auxquels il doit s’appliquer n’induit pas l’impossibilité pour ces derniers d’y participer.

#### Opposition entre justice naturelle et surnaturelle
Existe-t-il pour l’homme la possibilité d’aménager sa propre justice sans que celle-ci se désolidarise totalement de la justice divine?
Ce tableau de Rubens montre que la justice divine, bien que toute puissante, possède la tempérance qui l’empêche de soumettre l’homme unilatéralement à sa loi. Il y a dans cette nature divine une considération pour la nature terrestre qu’elle a elle-même créée. Cette considération se traduit par la présence, sur Terre, d’envoyés de Dieu qui aménagent la possibilité d’une traduction humaine d’une justice d’inspiration divine mais efficiente ici-bas.
Cette existence d’une justice humaine à la fois inspirée par Dieu et dont les applications sont l’œuvre des humains est rendue possible par la volonté libre. Ce concept a été introduit par Saint Augustin lorsqu’il luttait contre les manichéens qui rendaient  Dieu responsable  du mal sur la Terre. Mais lorsqu’il s’ oppose aux pélagiens dont la vision naturaliste pense l’homme, capable par le libre-arbitre, d’échapper au péché, alors Saint Augustin revient sur cette conception et lui retire toute substance. C’est bien Thomas d’Aquin qui a redonné à cette notion sa valeur initiale en dépassant le paradoxe augustinien et en assumant une position naturaliste plus proche de celle d’Aristote.
Cette œuvre de Rubens est caractéristique de cette époque de la Réforme catholique, elle illustre un retour au droit naturel et on peut y voir, en filigrane, un thomisme de réaction contre le protestantisme.

### Légende
Le tableau, qui est une huile sur toile, est l’illustration d’une légende. La Légende dorée de Jacques de Voragine, dominicain : A l’époque où saint Dominique était à Rome en instance auprès du pape pour obtenir la confirmation de son ordre, une nuit, qu’il était en oraison, il vit en esprit Jésus-Christ dans les airs, tenant à la main trois lances qu’il brandissait contre le monde. Sa mère s’empressa d’accourir et lui demanda ce qu’il voulait faire. Et il dit : 

« Ce monde que voici est rempli tout entier de trois vices : l’orgueil, la concupiscence et l’avarice ; voilà pourquoi je veux le détruire avec ces trois lances.
 Elle lui dit : Apaisez votre fureur, mon fils, et attendez un peu, car j’ai un fidèle serviteur […] qui parcourra le monde, le vaincra et le soumettra à votre domination[…] Alors, elle présenta saint Dominique  […] en même temps saint François. »

— Jacques de Voragine , La Légende dorée

## Analyse

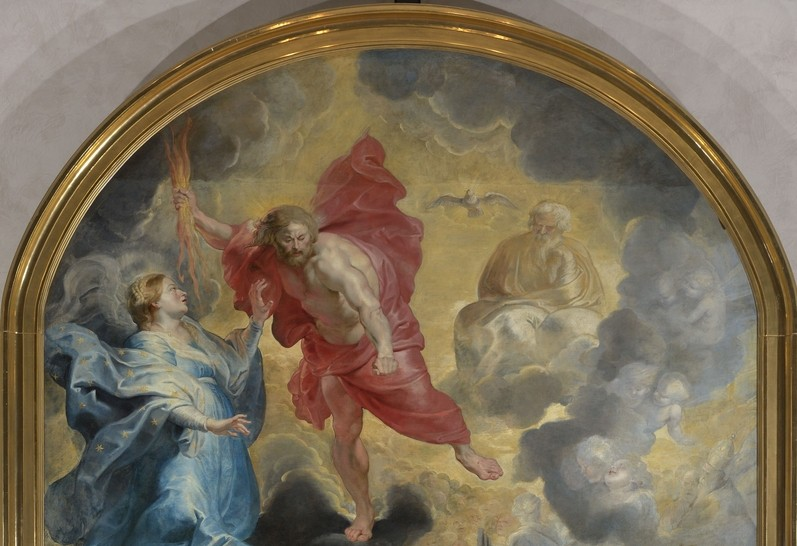
Partie haute

La scène se passe dans le ciel : en bas, un ton gris d’une extrême finesse ; dans le haut, un rayonnement doré. Les deux parties sont séparées par des nuages sombres, sur lesquels portent les pieds du Christ. La partie supérieure présente trois figures : Dieu le père, le Christ et la Vierge. Dieu le père est enveloppé dans un grand manteau rouge et regarde sans grand intérêt la scène. Le Christ, blond et rose, à moitié nu, à moitié couvert d’une étoffe flottante d’un rouge pâle, la foudre en main, l’œil enflammé de colère, s’élance et semble voler à travers l’espace : figure vulgaire, brutale, mais d’une intensité d’expression étonnante, admirablement modelée , sans artifice, en clair sur un fond clair. La Vierge est enveloppée d’une longue robe bleue parsemée d’étoiles d’or, le corps à demi renversé, lève vers son fils ses mains suppliantes. La tradition veut que la Vierge soit habillée d’une robe bleue. Rubens s’y conforme, mais il rompt habilement par des reflets blanc et verdâtre cette couleur qu’il n’aime pas. La partie secondaire se découpe en deux parts : la droite et la gauche.

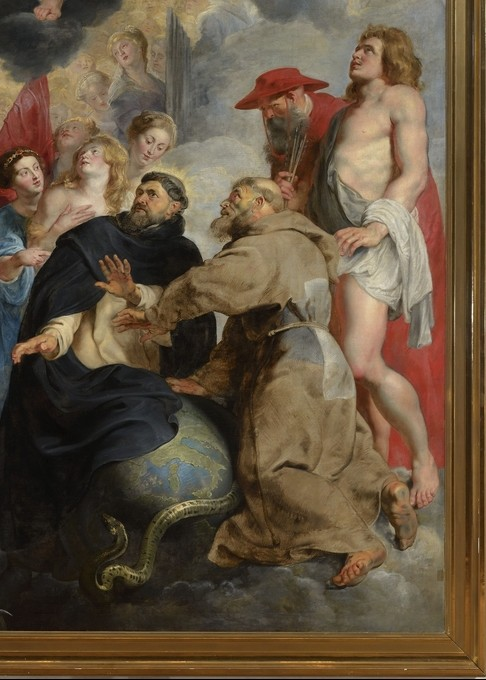
Partie droite, Saint Dominique avec le manteau noir et saint François

À droite du tableau, saint Dominique, avec une vivacité d’expression extraordinaire, regarde le Christ et abrite de son manteau noir, le globe terrestre sur lequel rampe le serpent (symbole du mal et du pêché, de la transgression de la loi divine d’Adam et Ève). Saint François, plus effrayé, implore le ciel d’un regard empreint de la plus douloureuse angoisse. Il est vêtu d’une épaisse robe grise toute rapiécée, laissant voir les pieds verdis et sales de poussière. À gauche de saint Dominique, un saint Sébastien nu comme un Titien, regarde le ciel avec la plus parfaite sérénité et un cardinal en rouge termine le groupe.

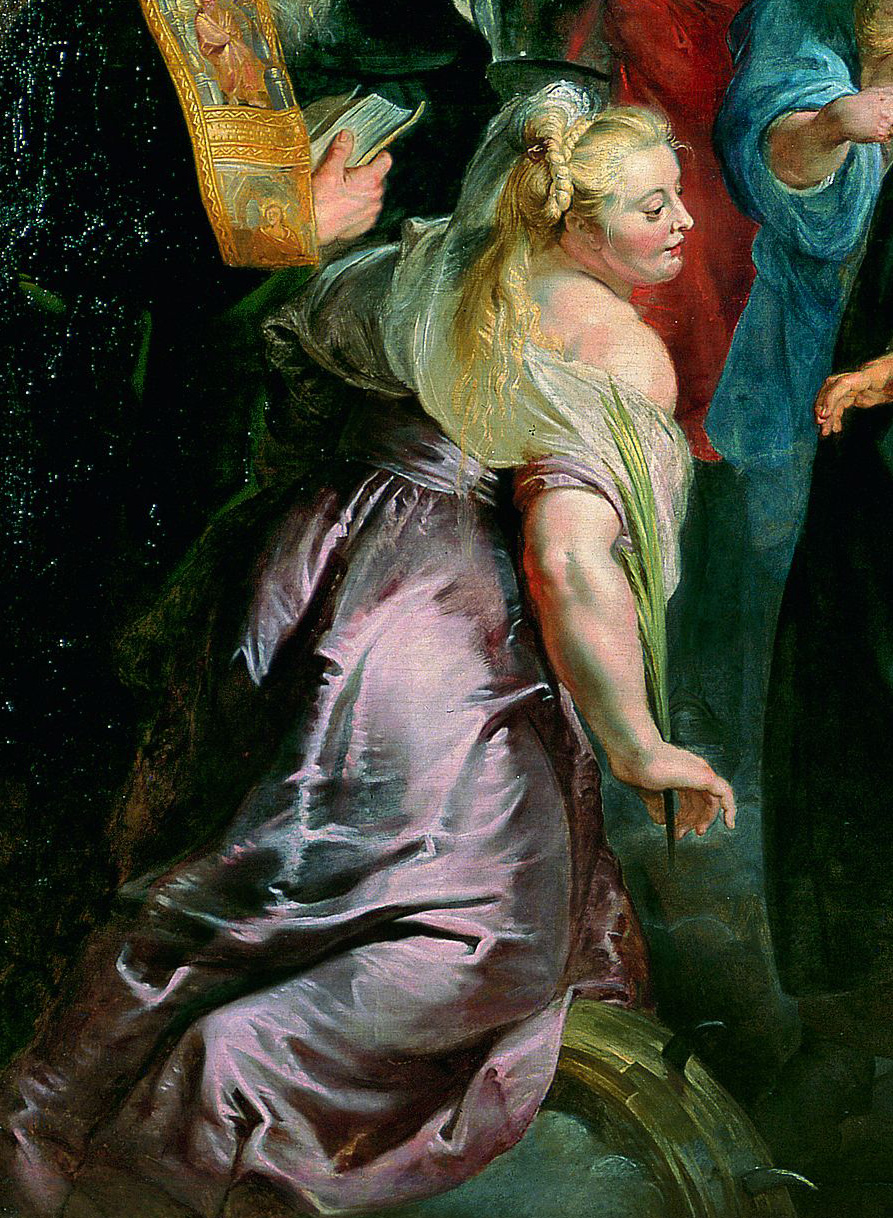
Partie gauche, sainte Catherine et sa roue garnie de pointes de fer

À gauche du tableau, une figure féminine placée au premier plan se détache en clair sur un groupe sombre de saints. C’est une jeune fille, sainte Catherine (martyre du IVe siècle) blonde et blanche comme seules les femmes de Rubens savent l’être. Elle s’agenouille, laissant trainer derrière elle une longue robe de satin mauve et lumineuse. Les autres saints, placés derrière sainte Catherine sont peu importants au point de vue du dessin, mais remplissent un rôle important dans la symphonie colorée du tableau. Nous pouvons apercevoir un saint Georges (qui est le saint protecteur des chevaliers) brandissant un drapeau rouge dont le ton répond au rouge du Christ et du Cardinal. Dans le lointain, sainte Cécile (sainte patronne des musiciens) qui chante en s’accompagnant sur l’orgue, sur le devant, trois ou quatre rieuses jeunes filles, modèles ordinaires de Rubens forment au milieu du tableau, un ravissant bouquet de fleurs blanches brillantes de rosée matinale.

### Analyse de l’œuvre de Rubens avec saint Thomas d’Aquin et la loi éternelle
Pour Thomas d’Aquin, le premier principe de la loi est que « le bien est à poursuivre, le mal à éviter ». Nous pouvons partir de cet axiome pour analyser l’œuvre de Rubens.
Sur ce tableau nous voyons Jésus-Christ, le personnage central, menacer les hommes en tenant dans sa main la foudre. Il représente la toute-puissance et tient le sort de l’humanité. Mais, en regardant le monde terrestre, nous voyons saint Dominique et saint François défiant cette toute-puissance du Dieu-homme. De cette observation, nous pouvons voir une certaine forme de liberté humaine malgré la providence divine régissant le monde, puisque les deux saints semblent vouloir intervenir contre le jugement divin.
Nous retrouvons cette notion de liberté chez saint Thomas d’Aquin quand il soutient que Dieu est assez puissant pour avoir créé des êtres doués d’autonomie. En effet, l’homme est considéré comme une créature raisonnable qui comporte en elle la loi éternelle que Dieu a inscrit en toutes choses. Saint Thomas d'Aquin affirme que : « La raison humaine se présente comme un principe inférieur par rapport à la raison divine ; car la loi éternelle est la règle suprême à laquelle doit se conformer toute rectitude humaine. La prudence, c’est notre raison dirigeant notre activité d’après le plan même de la raison de Dieu ». Nous voyons qu’il conçoit la sagesse comme une prudence : « La prudence est un amour qui choisit avec sagacité ». La prudence étant celle définit par Aristote qui est une « disposition accompagnée de raison juste, tournée vers l’action, et concernant ce qui est bien et mal pour l’homme ».
Cependant, la colère de Jésus vient du fait que l’ensemble des hommes ne semblent pas suivre cette prudence. En effet, la prudence n’est pas donnée à tout le monde, elle requiert un certain affinement de la raison. La prudence est une vertu qui demande de réunir de nombreuses qualités, sans lesquelles il n’est pas possible de discerner ce qui est juste.
En ce sens, si la raison humaine remplit bien ce pour quoi elle est faite, elle est alors capable de discerner correctement l’ordre naturel de justice que Dieu a disposé dans chaque chose. La raison humaine rejoint alors la raison divine. Sur le tableau de Rubens, la présence exclusive de saints de différentes époques priant Jésus de laisser vivre les hommes, montre que seulement quelques hommes ont été et sont en mesure de supplier et d’attendre la clémence de Dieu, car eux-seuls ont su découvrir le droit naturel ; les autres se laissant aller à la concupiscence et à la propagation des maux.
De plus, Saint Dominique et saint François savent que les jugements des hommes sont faillibles. Il faut tenir compte du fait que la raison est de temps à autre détournée par les passions. Nous retrouvons cette idée dans l’Hyppolyte d’Euripide lorsque Phèdre dit : « Nous comprenons ce qui est juste et convenable, nous le savons mais nous ne le faisons pas entrer dans nos mœurs. ». Cette expérience universelle est appelée le péché originel dans la révélation judéo-chrétienne. Dans le tableau, le désordre des maux et des péchés est représenté par un serpent se tenant à côté du globe. Ce désordre est apparu lors de la Genèse du monde, lorsque Adam et Ève ont fait confiance au démon au lieu de faire confiance à Dieu et à sa bonté. En effet, c’est lorsqu’ils cueillirent le fruit défendu qu’ils perdirent l’état d’innocence originelle. Et en plus de perdre leur grâce et leur innocence, ils entraînèrent avec eux leurs descendants à qui ils ont transmis une nature humaine pleine de maux. Depuis ce jour, les hommes souffrent d’une immense misère qui leur donne une inclination au mal. Et, dans l'œuvre de Rubens, Jésus semble vouloir punir la totalité de l’humanité pour avoir laissé les maux se répandre sur Terre.
Cependant, la présence des saints montre que l’humanité n’est pas perdue mais que les hommes ont besoin d’être guidés ; car une fois que la grâce divine a atteint la nature d’un homme, elle élimine le détournement que provoquait les passions et permet la découverte du bien et du mal, du juste et de l’injuste. En outre, cette grâce divine est un don du Saint-Esprit qui permet de venir en aide à la prudence afin de la perfectionner. La grâce semble, dans ce tableau, transmise à Saint Dominique du fait qu’une auréole se trouve sur sa tête. Dieu a envoyé le Saint-Esprit à travers Saint Dominique.
En effet, l’homme a besoin d’être dirigé par Dieu puisqu’il est le seul à comprendre toute chose. En ce sens, la prudence qui est perfectionnée par la grâce permet de diriger l’homme. Et l’envoi de Saint Dominique et de Saint François va permettre à ceux qui n’ont pas été touchés par la grâce d’être guidés par les plus sages.
Pour finir, le visage paisible des saints présents autour de saint Dominique et de Saint François montre une certaine sérénité vis-à-vis de la justice divine qui ne peut provenir que de Dieu lui-même. En fait, Dieu seul est pleinement juste, impartial ou encore désintéressé. Son inaction sur le tableau n’est qu’apparente car il envoie les deux saints sur Terre prêcher le droit naturel que Jésus a transmis aux hommes. Nous pouvons noter que Dieu a coutume de s’adresser aux hommes en envoyant sur Terre des personnes humaines ayant un charisme particulier. Saint Thomas relève que « parfois Dieu instruit miraculeusement par sa grâce certains hommes de vérités qui sont pourtant du domaine de la raison naturelle ».

### Réalisation de l’œuvre
Format d’origine rectangulaire : Rubens a utilisé une toile assez fine et serrée, tissée selon le mode d’entrecroisement des fils le plus simple qui soit. L’importance du format a nécessité l’emploi de trois lés de toile disposés dans le sens horizontal et soigneusement assemblés par des coutures à surjets. Des traces de cloutage le long du bord supérieur (avant la mise en place de l’arrondi), prouvent que l’œuvre a bien été tendue sur châssis de format rectangulaire à l’origine. La toile est recouverte d’une préparation claire, constituée d’huile et de carbonate de calcium mélangé avec un peu de céruse. Cette préparation atténue la structure de la toile pour permettre à l’artiste de peindre sur une surface lisse, selon la tradition flamande. Sur cette préparation a été posée une couche assez épaisse d’impression grise, à base de blanc de plomb et de noir liée à l’huile qui parait avoir probablement été passée au couteau à enduire.

### Composition

#### Le support et sa préparation
- Agrandissement du format cintré : l’étude historique établit que l’œuvre avait été agrandie au format cintré probablement vers la fin du XVIIe siècle. L’ajout de toile n’est pas cousu (selon la radiographie faite par Isabelle Brault) mais simplement juxtaposé à la toile originale ; l’ensemble des toiles a ensuite été rendu solidaire par un rentoilage.
- Autres agrandissements : deux étroites bandes blanches sont visibles le long des bords inférieur et droit, non cousues, mais simplement juxtaposées à la toile originale. Elles sont recouvertes de la même préparation rouge orangé puis d’une couche grise mais la couche suivante est différente.

#### La couche picturale
- La matière Rubens : aucune mise en place de la composition n’a été mise en évidence par observation visuelle au cours de la restauration. On a pu cependant constater la présence de sous-couches ocre, comme sous le manteau vert de saint Augustin. L’exécution est très sure, car en dépit de l’ampleur du format et de la multiplicité des figures, on observe peu de repentirs ; ceux-ci sont principalement localisés autour de la silhouette de saint Dominique qui a été légèrement déplacée vers la gauche ainsi que le globe terrestre. La palette de Rubens n’a pas été étudiée de façon exhaustive dans le cas du tableau, mais un certain nombre de pigments ont pu être identifiés et comparés à ceux que cite Théodore de Mayerne.